# Lygodium hians
Lygodium hians är en ormbunkeart som beskrevs av Fourn. Lygodium hians ingår i släktet Lygodium och familjen Lygodiaceae. Inga underarter finns listade.